# Kungej-Alatau
Der Kungej-Alatau (kirgisisch Күнгөй Ала-Тоо Küngöi Ala-Too, kasachisch Күнгей-Алатау Küngei-Alatau) ist ein bis 4771 m hohes Hochgebirge in Kirgisistan und Kasachstan in Zentralasien.
Das Gebirge, das ein Teilgebirge des Tianshans ist, befindet sich im Nordosten von Kirgisistan auf der Grenze zu Südost-Kasachstan. Es erstreckt sich über eine Länge von 280 km. Im Norden schließt sich an den Kungej-Alatau der Transili-Alatau in Kasachstan an, im Osten fällt er zum Tal des Scharyns (ein Ili-Zufluss) ab. Das Tal des Tschüi-Nebenflusses Tschong-Kemin grenzt den Gebirgszug nach Nordwesten ab. Im Süden breitet sich der See Yssyk-Köl aus und im Westen grenzt der Kungej-Alatau an das Kirgisische Gebirge.
Der höchste Berg des Kungej-Alataus ist der 4771 m hohe Tschok-Tal, dessen Höhe auch mit nur 4760 m angegeben wird.
Durch den Kungej-Alatau verläuft der Kyrgyzstan Trail, ein 2007 neu konzipierter Weitwanderweg, der die Gebirgsketten der Yssyk-Köl-Region in Kirgisistan erschließt und miteinander verbindet.
Im Quellgebiet des Tschon-Kemin befindet sich auf einer Höhe von 3116 m der Bergsee Dschaschylköl, der auch als „Grüner See“ bezeichnet wird und durch Moränen auf zwei Seiten eingeschlossen wird.